# Halichoeres chlorocephalus
Halichoeres chlorocephalus är en fiskart som beskrevs av Kuiter och Randall, 1995. Halichoeres chlorocephalus ingår i släktet Halichoeres och familjen läppfiskar. IUCN kategoriserar arten globalt som livskraftig. Inga underarter finns listade i Catalogue of Life.